# Спас Банджов
Спас Наумов Банджов, известен като Банджо, Банджович, Бънзов, е интербригадист.

## Биография
Роден е през 1904 година в град Охрид или в Битоля в семейството на Наум Банджов и Ленка Банджова. През 1921 г. заедно с по-малкия си брат Йонче отива в Румъния да припечели пари. През есента на 1924 г. заминава за САЩ през Куба. В Куба остава до пролетта на 1925 г., когато се опитва нелегално да влезе в САЩ. Арестуван е и екстерниран в Куба, а след това и във Франция. Там работи като общ работник на различни места. От 1931 г. е член на Френската комунистическа партия. Поради дейността си е изгонен в Белгия. През 1937 г. взема участие в Испанската гражданска война. Там достига до чин поручик от испанската републиканска армия. След разгрома на републиканците се връща във Франция, а от там заминава за Белгия при семейството си. През 1939 г. се установява в България, където става член на БРП. През юли 1941 г. се завръща в Охрид, където се свързва с местните комунистически структури. Там се среща с Петре Пирузе. През август 1941 отново е в София, където върши нелегална партийна работа. През пролетта на 1942 е опериран от язва на стомаха, а след това се разбира, че е болен от рак. Умира на 15 август 1942 г. в град Охрид.